# Cryptocotyle concava
Cryptocotyle concava ist eine Art der digenen Saugwürmer aus der Gattung Cryptocotyle. Sie ist deren Typspezies. Die Adulten sind Parasiten des Dünndarms bei Meeresvögeln. Selten werden auch fischfressende Säugetiere wie Katzen befallen. Der Parasit kommt in Europa, Arabien, Nordafrika und Nordamerika vor.
Die Adulten sind oval und etwa 1 mm lang. Der Dotterstock (Vitellarium) erstreckt sich nach vorn bis in Höhe der Mitte der Linie zwischen Bauchsaugnapf und Darmgabel. Die Eier sind 23–38 × 16–20 µm groß und werden mit dem Kot des Endwirts ausgeschieden. Sie werden vom ersten Zwischenwirt, Wasserdeckelschnecken der Gattung Hydrobia, aufgenommen. Hier entwickeln sich die Miracidien, Sporozysten, Redien und Zerkarien. Diese verlassen die Schnecke und erreichen freischwimmend den zweiten Zwischenwirt, verschiedene Fische, in deren Haut sie eindringen. In Fischen kapseln sich die Metazerkarien in kleinen klaren Zysten in der Haut ab, um die der Fisch eine schwarz pigmentierte Bindegewebskapsel bildet. Dies wird als Schwarzfleckenkrankheit der Fische bezeichnet. Endwirte nehmen diese mit dem Verzehr des Fisches auf.